# Vassdalsvik
Vassdalsvik est une localité du comté de Nordland, en Norvège.

## Géographie
Administrativement, Vassdalsvik fait partie de la kommune de Meløy.